# Mechanitis blissi
Mechanitis blissi är en fjärilsart som beskrevs av Fox 1942. Mechanitis blissi ingår i släktet Mechanitis och familjen praktfjärilar. Inga underarter finns listade i Catalogue of Life.